# 郡山中央スマートインターチェンジ
郡山中央スマートインターチェンジ（こおりやまちゅうおうスマートインターチェンジ）は、福島県郡山市にある東北自動車道のスマートインターチェンジである。
本線直結型である。利用可能車種はETC搭載の全車種、24時間利用可能で上下線ともに出入可となっている。

## 道路
- E4 東北自動車道(17-1番)

直接接続
- 県道55号郡山矢吹線（新さくら通り）

## 沿革
- 2013年（平成25年）6月：国土交通省より連結許可[2]。
- 2018年（平成30年）11月1日：IC名称が「郡山中央スマートIC」で正式決定[3]。
- 2019年（平成31年）1月13日：供用開始[1][4]。

## 周辺
- 大槻公園
- 郡山西部サッカー場
- 福島県立聴覚支援学校
- 郡山ザベリオ学園
- 酪王乳業
- 陸上自衛隊郡山駐屯地

## 隣
E4 東北自動車道
(17) 郡山南IC - (17-1) 郡山中央SIC - (18) 郡山IC